# دی‌تی‌ام‌اف
|          | ۱۲۰۹ هرتز | ۱۳۳۶ هرتز | ۱۴۷۷ هرتز | ۱۶۳۳ هرتز |
| -------- | --------- | --------- | --------- | --------- |
| ۶۹۷ هرتز | ۱         | ۲         | ۳         | A         |
| ۷۷۰ هرتز | ۴         | ۵         | ۶         | B         |
| ۸۵۲ هرتز | ۷         | ۸         | ۹         | C         |
| ۹۴۱ هرتز | *         | ۰         | #         | D         |

دی‌تی‌ام‌اف (به انگلیسی: DTMF) یک روش سیگنال‌دهی در مخابرات است. صداهای تولیدشده در زمان فشردن کلیدهای تلفنی که در حالت تون است از این روش تولید می‌شوند. با فشردن کلیدها، معمولاً تلفن‌ها یک تون دوبسامدی تولید می‌کنند که شامل دو جزء با فرکانس پایین و فرکانس بالا است. این تون به وسیلهٔ وسایلی که با تلفن در ارتباطتند شناخته می‌شود. این روش هم‌اکنون پراستفاده‌ترین روش شماره‌گیری است و در مقاصد سیگنال‌دهی جایگزین روش قدیمی‌تر پالس شده است که در آن شمارهٔ واردشده بر پایهٔ پالس‌های الکتریکی (یک پالس برای عدد ۱، دو پالس برای عدد ۲، … ده پالس برای عدد ۰) مشخص می‌شدند. دی‌تی‌ام‌اف کاربردهای مخابراتی بسیاری دارد، از جمله می‌توان به شبکه‌های تلفن عمومی، صدا روی پروتکل اینترنت، IP PBX، ویدئو کنفرانس، تلفن‌خانه، سامانه‌های پیام صوتی، تلفن‌های بی‌سیم و سامانه‌های اعلام پیام صوتی تعاملی اشاره کرد.